# Bernd Ulbrich
Bernd Ulbrich (* 20. Januar 1943 in Berlin) ist ein deutscher Autor. In der DDR wurde er als Science-Fiction-Autor bekannt. Innerhalb der DDR wurden seine Werke nach 1983 kaum noch veröffentlicht.

## Leben und Wirken
Ulbrich wurde in Berlin in einfachen Verhältnissen geboren. Nach einer Lehre als Chemiefacharbeiter (1959 bis 1961) und dem Wehrdienst bei der Volksmarine (1961 bis 1964) arbeitete er als Chemiefacharbeiter in seinem Lehrbetrieb. Er holte in dieser Zeit an der Abendschule das Abitur nach. Die Aufnahmeprüfung an der Fachschule bestand er nicht und studierte stattdessen an der Humboldt-Universität zu Berlin Chemie. Erste Schreibversuche während des Studiums mündeten 1976 nach vierjähriger Arbeit als Chemiker und ersten Hörspielen und Kurzgeschichten-Veröffentlichungen (Der verhexte Kater, 1975) im freiberuflichen Dasein.
Ulbrich begann mit Hörspielproduktionen (Havarie im Kosmos und Die Roboterfalle, 1976 bzw. 1977), Kurzgeschichten, Zeitschriftenbeiträgen (unter anderem Fang die Sonne auf, in Sinn und Form 3/78) und einem Theaterstück, das allerdings nicht zur Aufführung gelangte. Es entstanden zwei Kurzgeschichtensammlungen, Der unsichtbare Kreis (1977) und Störgröße M (1980) (M steht für Mensch), die mehrere Nachauflagen erlebten und Eingang in Suhrkamps Phantastische Bibliothek fanden. 1983 folgte der Band mit Gegenwartserzählungen Abends im Park und nachts und morgens.  Danach wurde keiner von Ulbrichs Texten mehr gedruckt oder inszeniert. Lediglich Nachauflagen, insgesamt 370.000 verkaufte Exemplare, erschienen.
Im Westen wurde Ulbrich auch nach dem Mauerfall wenig wahrgenommen. Zwei neue Erzählungsbände erschienen 1993 und 1994 beim Leipziger Gustav Kiepenheuer Verlag. Sowohl in Elternmißhandlung oder die Vollendung des Turmbaus zu Babel als auch in Wenn morgen Weltende wäre mischte Ulbrich nochmals Science Fiction, Utopie und Phantastik mit seiner Sicht der modernen Welt – allerdings erreichten, infolge juristischer Auseinandersetzungen um den Verlag, beide Bücher ihr Publikum nicht mehr. Seine Nach-Wende-Produktion umfasst unter anderem Romane der Gegenwart und der Zeitgeschichte.
Nach einer elfjährigen Veröffentlichungspause erschien im Sommer 2005 mit dem Roman Flam oder Diesseits und Jenseits (beim Berliner trafo-Verlag) wieder ein Buch von Bernd Ulbrich, dem ab 2014 weitere Bücher folgten.

## Bibliografie
Romane
- Flam oder Diesseits und Jenseits. trafo Verlag, Berlin 2005, ISBN 3-89626-477-X.
- Die Konferenz oder wie G. O. T. T. erfunden wurde. trafo Verlag, Berlin 2014, ISBN 978-3-86465-056-7.
- Zwischenspiel mit dem Tod. Ein Roman über die Liebe. trafo Verlag, Berlin 2015, ISBN 978-3-86465-046-8.
- Zwei tauschen ihren Schatten im Beisein eines Dritten. 2 Bde. trafo Verlag, Berlin 2016, ISBN 978-3-86465-090-1.
- Ein schöner Tag zum Leben nach dem Tod. trafo Verlag, Berlin 2017, ISBN 978-3-86465-086-4.
- Adolf Adolf : Roman einer fiktiven Biografie. trafo Verlag, Berlin 2017, ISBN 978-3-86465-085-7.
- Du bist nicht der du warst wirst du nicht sein. trafo Verlag, Berlin, 2019, ISBN  978-3-86465-114-4

Sammlungen
- Der unsichtbare Kreis. Verlag Das Neue Berlin, Berlin 1977, ISBN 3-360-00062-5.
  - Nachaufl.Verlag Das Neue Berlin, Berlin, 1987, ISBN 3-360-00062-5
- Störgröße M. Verlag Das Neue Berlin, Berlin 1980, ISBN 3-360-00316-0.
- Abends im Park und nachts und morgens. Mitteldeutscher Verlag, Halle (Saale) 1983.
- Elternmisshandlung oder Die Vollendung des Turmbaus zu Babel. Gustav Kiepenheuer Verlag, Leipzig 1993, ISBN 3-378-00527-0.
- Wenn morgen Weltende wäre : Geschichten über die Liebe. Gustav Kiepenheuer Verlag, Leipzig 1994, ISBN 3-378-00555-6.

Kurzgeschichten
Hier nur die nicht in Sammlungen erschienenen Erzählungen.
- Der verhexte Kater. In: Ekkehard Redlin (Hrsg.): Der Mann vom Anti. Das Neue Berlin (SF-Utopia), 1980.
- In eigenem Auftrag. In: Lichtjahr 2. Verlag Das Neue Berlin, Berlin 1981.
- Haus in der Heide. In: Sinn und Form, 1983.
- Bilgoop an Terra. In: Jörg Weigand (Hrsg.): Die Anderen sind wir. Bastei Lübbe (Bastei Lübbe Science Fiction Abenteuer #23093), 1989, ISBN 3-404-23093-0.
- Frankensteins Monstrum. Heimkehr und Ende. In: Franz Rottensteiner (Hrsg.): Phantastische Begegnungen. Suhrkamp (Phantastische Bibliothek #250), 1990, ISBN 3-518-38241-1.
- Ein unfaires Spiel. In: Olaf R. Spittel (Hrsg.): Zeit-Spiele: ex oriente Science Fiction. Heyne (Heyne Science Fiction & Fantasy #4897), 1992, ISBN 3-453-05823-2.

Theaterstück
- Zwei Wanderer in die Betrachtung des Mondes versunken : Stück in 1 Akt : Nach Motiven von Caspar David Friedrich., trafo Verlag (Reihe Szene - Raum - Spiel), Berlin 2014, ISBN 978-3-86465-044-4.